# Noussair Mazraoui
Noussair Mazraoui, född 14 november 1997, är en nederländsk-marockansk fotbollsspelare som spelar för Manchester United.

## Klubbkarriär
Mazraoui debuterade för Jong Ajax i Eerste Divisie den 12 augusti 2016 i en 4–1-vinst över Almere City, där han blev inbytt i den 86:e minuten mot Richairo Živković. Mazraoui debuterade för Ajax i Eredivisie den 4 februari 2018 i en 3–1-vinst över NAC Breda, där han blev inbytt i den 89:e minuten mot David Neres.
Den 24 maj 2022 värvades Mazraoui av Bayern München, där han skrev på ett fyraårskontrakt. Den 13 augusti 2024 värvades Mazraoui av Manchester United, där han skrev på ett fyraårskontrakt.

## Landslagskarriär
Mazraoui debuterade för Marockos landslag den 8 september 2018 i en 3–0-vinst över Malawi, där han blev inbytt i den 73:e minuten mot Nabil Dirar.